# 저메인 벡퍼드
저메인 폴 알렉산더 벡퍼드(Jermaine Paul Alexander Beckford, 1983년 12월 9일 ~ )는 잉글랜드 출신 자메이카의 전 프로 축구 선수이다. 첼시 FC 유소년 출신이며, 포지션은 공격수로서 최전방 스트라이커의 역할을 수행한다. 리즈 유나이티드 FC 소속이었던 2009-10 시즌 FA컵 3라운드에서 리즈 유나이티드의 라이벌 팀인 맨체스터 유나이티드 FC를 상대로 1-0으로 승리할 때 결승골을 넣은 것으로 유명하다.